# Antixénose
L'antixénose est un type d'interaction biologique entre une espèce de plante et un organisme prédateur. Dans cette relation, qualifiée aussi de « non-préférence », la plante rejette le ravageur, par exemple un insecte, ou réduit les dommages qu'il pourrait lui causer, par  différents caractères, morphologiques,  physiologiques ou phénologiques, qui altèrent le comportement du ravageur et le portent à éviter la plante et à se tourner vers une autre espèce. 